# Campeonato Francés de Fútbol (USFSA) 1919
El Campeonato Francés de Fútbol 1919 fue la 22.ª edición de dicho campeonato, debido a la Primera Guerra Mundial, se suspendieron las ediciones desde 1915 hasta 1918. el torneo fue organizado por la USFSA (Union des Sociétés Françaises de Sports Athlétiques). El campeón fue Le Havre AC.

## Torneo

### Octavos de final

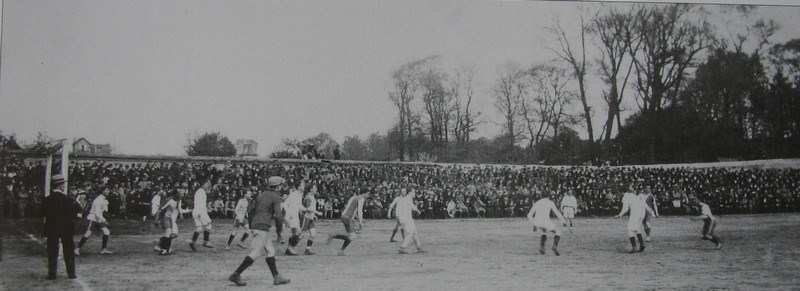
Final : Le Havre AC - Olympique de Marseille

- Alliance vélo sport d'Auxerre 5-0 Racing club bourguignon Dijon
- Olympique de Marseille 16-0 SPMSA Romans
- RC Paris 2-1 SS Romilly
- Club sportif et malouin servannais 4-0 Club sportif d'Alençon
- Club olympique choletais 1-1 AS limousine Poitiers
- Stade Bordelais UC 6-0 Stadoceste tarbais
- Le Havre AC 2-0 Stade vélo club Abbeville
- Club sportif des Terreaux - CAS Montluçon (forfeit del Montluçon)

### Cuartos de final
- Club sportif des Terreaux 3-1 Alliance vélo sport d'Auxerre
- Olympique de Marseille 2-1 Stade Bordelais UC
- Le Havre AC 1-0 RC Paris
- Club sportif et malouin servannais - Club olympique choletais (forfeit del Choletais)

### Semifinales
- Olympique de Marseille 6-1 Club sportif des Terreaux
- Le Havre AC 4-0 Club Sportif et Malouin Servannais

### Final
- Le Havre AC 4-1 Olympique de Marseille